# Horyńka Wielka
Horyńka Wielka (ukr. Велика Горянка), Horynka Wielka – wieś na Ukrainie, w obwodzie tarnopolskim, w rejonie krzemienieckim.
Przed 1939 r. Horyńka Wielka, przynależność administracyjna: gmina Stary Oleksiniec, powiat krzemieniecki, województwo wołyńskie.